# Dorothy Hart
Dorothy Hart (Cleveland, 4 aprile 1922 – Asheville, 11 luglio 2004) è stata un'attrice statunitense.

## Biografia
Divenuta modella non ancora ventenne, Dorothy Hart frequentò per un anno la Denison University di Granville (Ohio) e successivamente la Case Western Reserve University di Cleveland, dove si laureò. Entrò inoltre a far parte della Kappa Alpha Theta, una confraternita internazionale studentesca femminile. Mentre cercava affermazione come cantante, nel 1944 fu notata dalla casa produttrice Columbia Pictures che, colpita dalla sua statuaria bellezza, con occhi verdi e capelli ramati, la sottopose a un provino per un film con Rita Hayworth.
La Hart apparve sulla copertina di molte riviste e, dopo aver firmato il contratto con la Columbia nel 1946, debuttò sugli schermi cinematografici con il film I bandoleros (1947), un western in Technicolor con Randolph Scott e Barbara Britton. La lavorazione del film fu travagliata per la Hart, che rimase ferita durante le riprese in esterni di scene a cavallo nel deserto dell'Arizona. L'anno successivo fu più fortunato e l'attrice apparve nel film d'avventura La contessa di Montecristo (1948), nei noir La città nuda (1948) e Ladri in guanti gialli (1948). 
Dopo I Was a Communist for the F.B.I. (1951) di Gordon Douglas e il western Il passo dell'avvoltoio (1951), la carriera cinematografica della Hart raggiunse il suo apice con il ruolo di Jane nella pellicola La furia di Tarzan (1952), accanto a Lex Barker nel ruolo di Tarzan. Nello stesso anno l'attrice abbandonò il grande schermo e, nella prima metà degli anni cinquanta, apparve ancora in alcune serie televisive, ma lasciò definitivamente le scene nel 1955 per lavorare con l'American Association for the United Nations a New York, un'organizzazione no profit nata per promuovere le cooperazione fra nazioni, impegno a cui si dedicò per diversi anni.
Sposata e divorziata due volte, Dorothy Hart morì nel 2004, all'età di 82 anni, per le conseguenze della malattia di Alzheimer.

## Filmografia parziale

### Cinema
- I bandoleros (Gunfighters), regia di George Waggner (1947)
- Bellezze in cielo (Down to Earth), regia di Alexander Hall (1947)
- Re in esilio (Exile), regia di Max Ophüls (1947)
- La città nuda (The Naked City), regia di Jules Dassin (1948)
- Ladri in guanti gialli (Larceny), regia di George Sherman (1948)
- La contessa di Montecristo (The Countess of Monte Cristo), regia di Frederick de Cordova (1948)
- Passo falso (Take One False Step), regia di Chester Erskine (1949)
- Occhio per occhio (Calamity Jane and Sam Bass), regia di George Sherman (1949)
- La prigioniera n. 27 (The Story of Molly X), regia di Crane Wilbur (1949)
- Chicago, bolgia infernale (Undertow), regia di William Castle (1949)
- La gabbia di ferro (Outside the Wall), regia di Crane Wilbur (1950)
- Il passo dell'avvoltoio (Raton Pass), regia di Edwin L. Marin (1951)
- I Was a Communist for the F.B.I., regia di Gordon Douglas (1951)
- Tortura (Inside the Walls of Folsom Prison), regia di Crane Wilbur (1951)
- La furia di Tarzan (Tarzan's Savage Fury), regia di Cy Endfield (1952)
- Banditi senza mitra (Loan Shark), regia di Seymour Friedman (1952)

### Televisione
- Man Against Crime – serie TV, 2 episodi (1953)
- Kraft Television Theatre – serie TV, 1 episodio (1954)
- Four Star Playhouse – serie TV, 1 episodio (1954)

## Doppiatrici italiane
- Lydia Simoneschi in La gabbia di ferro, Banditi senza mitra
- Andreina Pagnani in La città nuda
- Dhia Cristiani in Chicago bolgia infernale